# Gino Demon
Gino Demon (Haarlem, 9 mei 1997) is een Nederlands voetballer die als verdediger bij VVSB speelt.

## Carrière
Gino Demon speelde één wedstrijd voor HFC EDO in de Topklasse, waarna hij naar NAC Breda vertrok. Hier maakte hij op 5 augustus 2016 zijn debuut in het betaalde voetbal in de met 4-1 gewonnen thuiswedstrijd tegen Jong FC Utrecht. Hij maakte zijn eerste doelpunt op 22 augustus 2016, in de met 1-2 gewonnen uitwedstrijd tegen FC Dordrecht. Na vier wedstrijden in het seizoen 2016/17 vertrok hij transfervrij naar Jong FC Utrecht. Hier werd hij ook geen vaste waarde en speelde slechts drie wedstrijden. In februari 2018 vertrok hij naar Rijnsburgse Boys. Sinds 2020 speelt hij voor VVSB.

### Statistieken
| Seizoen                   | Club             | Land           | Competitie         | Competitie | Competitie | Beker | Beker | Totaal | Totaal |
| Seizoen                   | Club             | Land           | Competitie         | Wed.       | Dlp.       | Wed.  | Dlp.  | Wed.   | Dlp.   |
| ------------------------- | ---------------- | -------------- | ------------------ | ---------- | ---------- | ----- | ----- | ------ | ------ |
| 2014/15                   | HFC EDO          | Nederland      | Topklasse Zondag   | 1          | 0          | 0     | 0     | 1      | 0      |
| 2016/17                   | NAC Breda        | Nederland      | Eerste divisie     | 4          | 1          | 0     | 0     | 4      | 1      |
| 2017/18                   | Jong FC Utrecht  | Nederland      | Eerste divisie     | 3          | 0          | –     | –     | 3      | 0      |
| 2017/18                   | Rijnsburgse Boys | Nederland      | Tweede divisie     | 13         | 0          | 0     | 0     | 13     | 0      |
| 2018/19                   | Rijnsburgse Boys | Nederland      | Tweede divisie     | 23         | 0          | 1     | 0     | 24     | 0      |
| 2019/20                   | Rijnsburgse Boys | Nederland      | Tweede divisie     | 0          | 0          | 1     | 0     | 1      | 0      |
| 2019/20                   | VVSB             | Nederland      | Derde divisie Zat. | 5          | 0          | 0     | 0     | 5      | 0      |
| Carrièretotaal            | Carrièretotaal   | Carrièretotaal | Carrièretotaal     | 49         | 1          | 2     | 0     | 51     | 1      |
| Bijgewerkt op 4 juli 2020 |                  |                |                    |            |            |       |       |        |        |